# Claus Mattheck
Claus Mattheck (Dresden, 11 november 1947) is een Duitse hoogleraar aan het Karlsruher Institut für Technologie en schrijver. Hij is vooral bekend door zijn biomechanisch onderzoek aan bomen.
In 1976 promoveerde Matteck in Jena in de theoretische natuurkunde. Mattheck ontwikkelde gaandeweg mede de visual tree assessment (VTA), een methode om bomen te onderzoeken op gebreken die zouden kunnen leiden tot breuk. Vanuit de kennis hoe de levende natuur groeit, ontwikkelde hij software die materialen mechanisch qua vormgeving kan optimaliseren. Onder meer in de auto-industrie leverde dit aanzienlijke gewichtsbesparingen op bij dragende auto-onderdelen zonder deze onderdelen te verzwakken. Na een beenbreuk die bij hem leidde tot een operatie met een implantaat, kwam hij tot een verbetering van de bijbehorende chirurgische schroeven.
Mattheck schreef een tweehonderdtal vakpublicaties en een tiental boeken, waaronder jeugdliteratuur, die zijn vakgebieden inzichtelijk maakt. Hij ontving diverse onderscheidingen voor zijn werk.